# Brittany Hayes
Brittany Hayes, född 7 februari 1985 i Orange County, Kalifornien, är en amerikansk vattenpolospelare. Hon ingick i USA:s OS-lag vid olympiska sommarspelen 2008. Hayes gjorde åtta mål i den olympiska vattenpoloturneringen i Peking där USA tog silver.
Hayes tog VM-guld i samband med världsmästerskapen i simsport 2007 i Melbourne  och världsmästerskapen i simsport 2009 i Rom.